# Subtítulos cerrados

Símbolo del sistema de subtítulos cerrados (closed caption, CC).

El subtitulaje oculto, subtítulos descriptivos o subtítulos cerrados (del inglés Closed Captions) es el proceso de muestra de texto en un televisor, visualizador de vídeo u otro medio para proporcionar información interpretativa o adicional. Por práctica extendida, se usa como método de transcripción del audio de un programa de televisión en tiempo real (en verbatim o editado); a veces, se incluyen descripciones de elementos no verbales. En algunos casos se usa también para ofrecer una traducción textual alternativa en otro idioma. El estándar HTML5 define a los subtítulos cerrados como «una transcripción o traducción de un diálogo, efectos de sonido, partituras de música importantes, y otro tipo de información auditiva relevante [...] cuando el sonido del programa no esté disponible o no se pueda oír con claridad» (por ejemplo, cuando el audio está silenciado o el espectador es sordo o sufre problemas para oír).

## CC en directo y pregrabado
El sistema se aplica a dos grandes tipos de programas:
- en “vivo” o en directo, que se transmiten al mismo tiempo que se producen. Para esto se utiliza un sistema similar al de transcripción estenográfica, a su vez similar al que se utiliza en las cortes estadounidenses;
- programas previamente grabados (como películas y documentales) para los cuales se utiliza un sistema de cómputo que puede hacer una transcripción de mayor calidad.

## Closed Captiony subtítulos
A diferencia del sistema común de subtítulos, que generalmente se utiliza para permitir al espectador la comprensión del audio en otro idioma, con subtítulos en su idioma, el sistema de Closed Caption se produce en la misma lengua del audio, tratando de reproducir lo más lealmente posible el sonido con texto y los subtítulos se manifiestan en la imagen durante toda la exhibición del video o película.
Además, CC es una función del televisor, que funciona cuando en este se habilita el decodificador que permite la aparición del texto sobre las imágenes televisivas.
En todo caso, el texto de CC aparece en la línea 21ª del televisor y se manifiesta como textos superpuestos en las imágenes (normalmente, encima de un rectángulo negro).

## Reseña histórica
Inicialmente, en 1970, el CC fue concebido por la Oficina Nacional de Estandarización de Estados Unidos, como un medio para transmitir información adicional por televisión, entonces se obtuvo la colaboración de la red de televisión American Broadcasting Company (ABC) quien encontró probable la transmisión de noticias por este sistema. En 1971 se celebró en Nashville, Tennessee, la primera conferencia donde se planteó el proyecto para utilizarse en favor de la población con problemas auditivos.
“El chef francés” fue el primer programa transmitido con este sistema por la red pública de televisión Public Broadcasting Service (PBS), quien se unió a la ABC. En 1973 el noticiero de ABC fue el primero en transmitir noticias por este sistema.
El esfuerzo de técnicos y funcionarios gubernamentales y los directores de ABC y PBS, lograron que el proyecto fuera aceptado, ante el entusiasmo que despertó en la comunidad de personas con hipoacusia, quienes por fin vieron próxima su incorporación a la vida televisiva. En 1978 se fundó el National Caption Institute (NCI) como una entidad sin fines de lucro y con la exclusiva finalidad de desarrollar este sistema.
El 16 de marzo de 1980, el NCI logró que salga al mercado la primera generación de decodificadores, con lo cual el público pudo romper su silencio desde la creación de la televisión. Desde entonces los avances tecnológicos en la materia han continuado y se expandieron a Inglaterra. En 1990, se logró que un gran propósito de los estadounidenses con discapacidad fuera una realidad: la imposición del sistema CC se convirtió en un estándar de subtitulado para la emisión de programas de televisión y videos.
En Estados Unidos, gracias a la televisión, los ciudadanos promedio se informan de los acontecimientos diarios, tienen acceso a programas de entretenimiento, culturales, educativos y de oficios varios, lo cual se ha multiplicado con la televisión por suscripción. La población estadounidense sobrepasa los trescientos millones de personas, de las que aproximadamente 24 millones tienen sordera parcial o total. Para comprender el contenido en audio de los programas televisivos, el sistema de CC ha tenido un éxito progresivo desde los años en que inició, logrando incorporar a todas las personas, incluso las que ven televisión en ambientes ruidosos y que les impide oírla.
También, los programas pregrabados con el sistema de CC son de gran utilidad para las personas que están aprendiendo el idioma en que se transmite el audio, porque permite comparar la pronunciación con el texto.
En Estados Unidos, Europa, América Central y América del Sur, muchos de los programas emitidos disponen de este sistema. En China es prácticamente obligatorio.[cita requerida]
En México, los subtítulos cerrados se volvieron obligatorios por ley a partir del 17 de septiembre de 2018, cuando se promulgó un lineamiento adicional a la reforma en telecomunicaciones; que obligó a las empresas de televisión mexicana a incluirlo en sus canales de televisión con más del 50% de cobertura. Entre los requisitos solicitados por el Instituto Federal de Telecomunicaciones están:
- La exactitud y orden de los diálogos (sin parafraseos, salvo cuando la esencia de lo hablado se pueda conservar),
- La descripción de elementos que no formen parte de la narración (por ejemplo, sonidos y la inserción de música),
- La sincronía de textos superpuestos con las voces habladas,
- Su ubicación, en la parte inferior de la pantalla y sin bloquear información relevante; y
- Mencionar a los hablantes en caso de haber más de un individuo.

Por lo anterior, los canales donde se puede activar el subtítulo cerrado son Azteca Uno, Las Estrellas, Imagen Televisión, Canal 5, Azteca 7 y varios canales de televisión pública.
En Colombia, la extinta Autoridad Nacional de Televisión reglamentó la resolución 350 de 2016, que obligaba a los canales de televisión a incluir el sistema de Closed Caption inicialmente en el 60% de la programación desde el 30 de junio de ese año, y a partir del 31 de enero de 2017 los subtítulos cerrados se deben transmitir todos los días entre las 06:00 a. m.  y 12:00 a. m. Se exceptúan las transmisiones deportivas y especiales.